# KTM RC 390

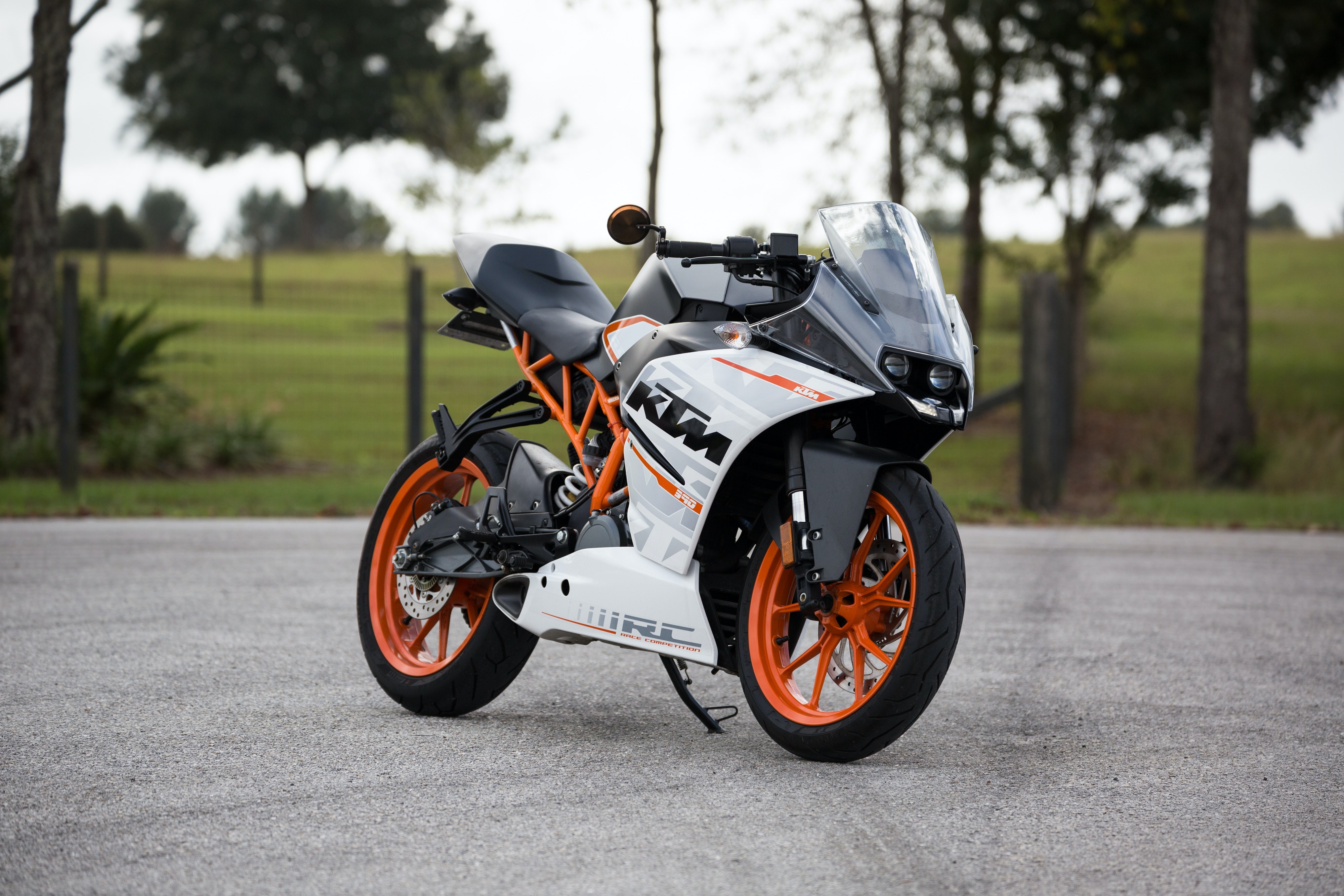
KTM RC 390

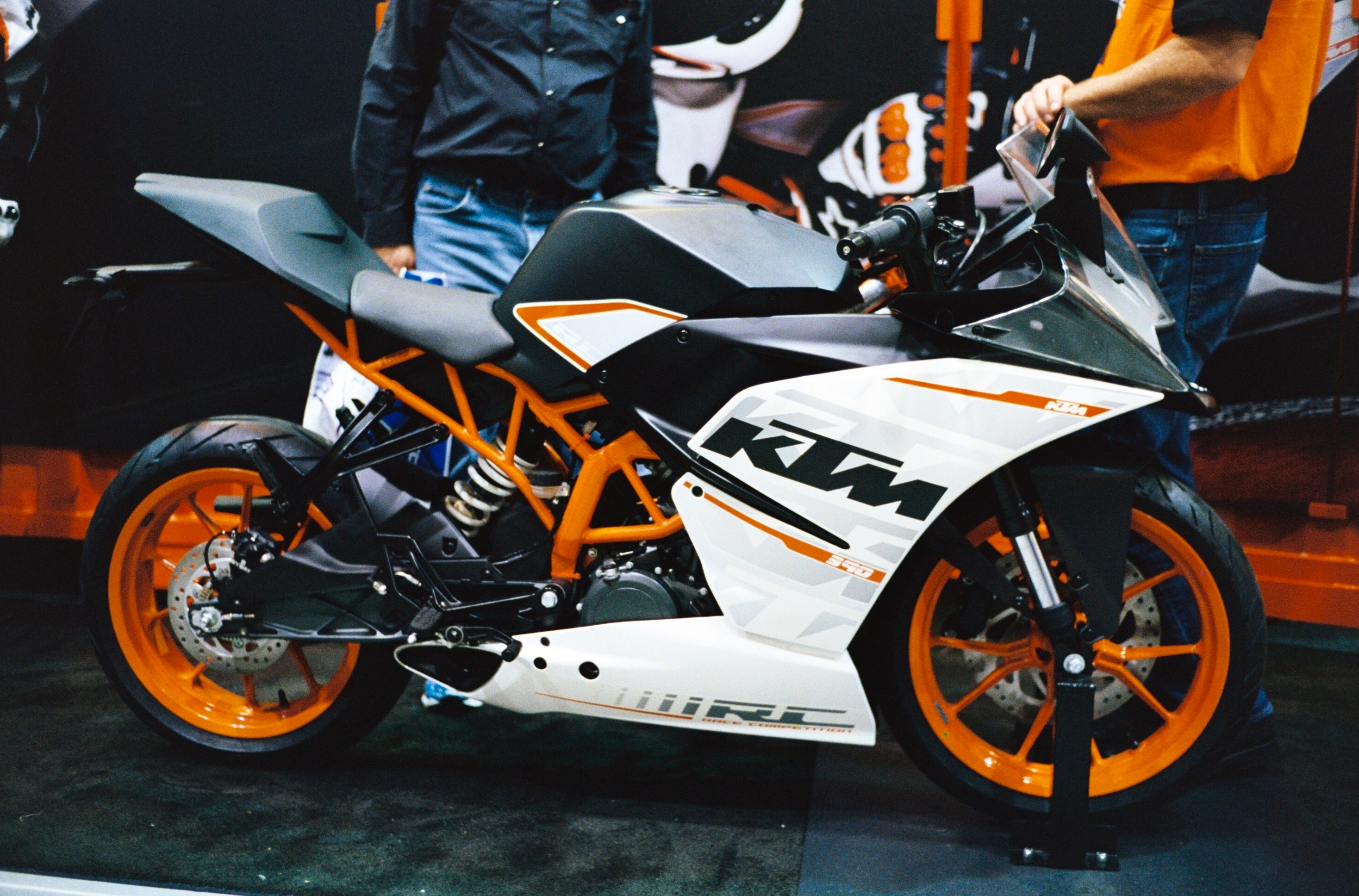
KTM RC 390, Seitenansicht

Die KTM RC 390 ist ein Sportmotorrad des österreichischen Herstellers KTM, das als Straßenversion für Stufenführerschein-Einsteiger (a) sowie in einer modifizierten Rennversion für den ADAC Junior Cup seit 2014 angeboten wird.
Basis des Modells ist das bereits seit 2013 angebotene KTM-Modell 390 Duke, dessen Einzylindermotor in einen bestehenden 125er Motorradrahmen eingebaut wurde und die „Duke-Modellreihe“ nach unten abrundete. Die RC 390 übernahm den Gitterrohrrahmen und den Motor der 390 Duke bei einer für den Motorrad-Rennsport konzipierten Sitzposition und geänderten Fahrwerkskonstellation. Eine White-Power-Telegabel in Upside-down-Bauweise am 17-Zoll-Vorderrad in der Größe 110/70 und eine Leichtmetallschwinge mit einem White-Power-Federbein am 17-Zoll-Hinterrad in der Größe 150/60 sorgen für Federung und Dämpfung. Für die Rennversion muss das serienmäßige ABS von Brembo ausgebaut sein.
Im August 2014 wurde die RC 125 eingeführt.

## Technische Daten
|                               | KTM RC 390                                                    | KTM 390 Duke                                                  |
| ----------------------------- | ------------------------------------------------------------- | ------------------------------------------------------------- |
| Motor                         | flüssigkeitsgekühlter Einzylinder-Viertaktmotor, vier Ventile | flüssigkeitsgekühlter Einzylinder-Viertaktmotor, vier Ventile |
| Hubraum                       | 373,2 cm³                                                     | 373,2 cm³                                                     |
| Bohrung × Hub                 | 89 × 60 mm                                                    | 89 × 60 mm                                                    |
| Nennleistung                  | 32 kW (43,5 PS) bei 9500/min                                  | 32 kW (43,5 PS) bei 9500/min                                  |
| max. Drehmoment               | 35 Nm bei 7250/min                                            | 35 Nm bei 7250/min                                            |
| Rahmen                        | Gitterrohrrahmen aus Stahl                                    | Gitterrohrrahmen aus Stahl                                    |
| Federweg vorne                | 125 mm                                                        | 150 mm                                                        |
| Federweg hinten               | 150 mm                                                        | 150 mm                                                        |
| Lenkkopfwinkel                | 66,5°                                                         | 65°                                                           |
| Nachlauf                      | 88 mm                                                         | 94 mm                                                         |
| Radstand                      | 1.340 mm                                                      | 1367 mm                                                       |
| Sitzhöhe                      | 820 mm                                                        | 800 mm                                                        |
| Gewicht trocken               | 164 kg                                                        | 148 kg                                                        |
| Beschleunigung von 0–100 km/h | 5,3 Sek.                                                      | 5,3 Sek.                                                      |
| Höchstgeschwindigkeit         | 160 km/h                                                      | 160 km/h                                                      |

## Neuzulassungen in Deutschland
2018 und ebenso 2020 (mit 2.277 Exemplaren) stand die 390 Duke auf Platz 8 in der deutschen Zulassungsliste.